# Naturschutzgebiet Rohrach
Naturschutzgebiet Rohrach este o arie protejată (arie specială de conservare — SAC, sit de importanță comunitară — SCI) din Austria întinsă pe o suprafață de 48,19 ha, integral pe uscat.

## Localizare
Centrul sitului Naturschutzgebiet Rohrach este situat la coordonatele 47°35′16″N 9°48′58″E / 47.5878°N 9.8161°E.

## Înființare
Situl Naturschutzgebiet Rohrach a fost declarat sit de importanță comunitară în mai 1995 pentru a proteja 2 specii de plante și 4 specii de animale. Situl a fost protejat și ca arie specială de conservare în august 2003.

## Biodiversitate
Situată în ecoregiunea alpină, aria protejată conține 5 habitate naturale: Grohotișuri calcaroase și de șisturi calcaroase de la nivelul montan până la nivelul alpin (Thlaspietea rotundifolii), Păduri de fag Asperulo-Fagetum, Păduri de fag din Europa Centrală dezvoltate pe sol calcaros cu Cephalanthero-Fagion, Păduri pe pante, grohotișuri și ravene de Tilio-Acerion, Păduri aluvionare cu Alnus glutinosa și Fraxinus excelsior (Alno-Padion, Alnion incanae, Salicion albae).
La baza desemnării sitului se află mai multe specii protejate:
- plante (2): Buxbaumia viridis, mușchi (Dicranum viride)
- păsări (3): buha (Bubo bubo), ciocănitoare cu spate alb (Dendrocopos leucotos), ciocănitoare neagră (Dryocopus martius)
- pești (1): zglăvoacă (Cottus gobio)

Pe lângă speciile protejate, pe teritoriul sitului au mai fost identificate 1 specie de plante, 1 specie de amfibieni, 2 specii de reptile.